# Paolo Gennari
Paolo Gennari (11 settembre 1908 – 29 febbraio 1968) è stato un canottiere italiano, medaglia di bronzo nella gara di quattro senza nel Canottaggio ai Giochi olimpici di Amsterdam 1928.

## Carriera
Gennari faceva parte di un gruppo di canottieri chiamati "i gasosei", nome derivante dal fatto che usavano bere gassosa al termine di ogni gara. I "gasosei", oltre al bronzo olimpico, si resero protagonisti conquistando medaglie anche ai Campionati europei di canottaggio.

## Palmarès
| Anno | Manifestazione  | Sede      | Evento        | Risultato |
| ---- | --------------- | --------- | ------------- | --------- |
| 1928 | Giochi olimpici | Amsterdam | Quattro senza | Bronzo    |